# Distretto di Cova Lima
Il distretto di Cova Lima è uno dei 13 distretti di Timor Est, situato nella parte sud-ovest del paese. Ha una popolazione di 59 455 abitanti (2010) ed un'area di 1226 km². La capitale del distretto è Suai, che dista 136 km da Dili, la capitale della nazione. I sottodistretti di Cova Lima sono Fatululic, Fatumean, Fohorem, Zumalai, Maucatar, Suai e Tilomar.

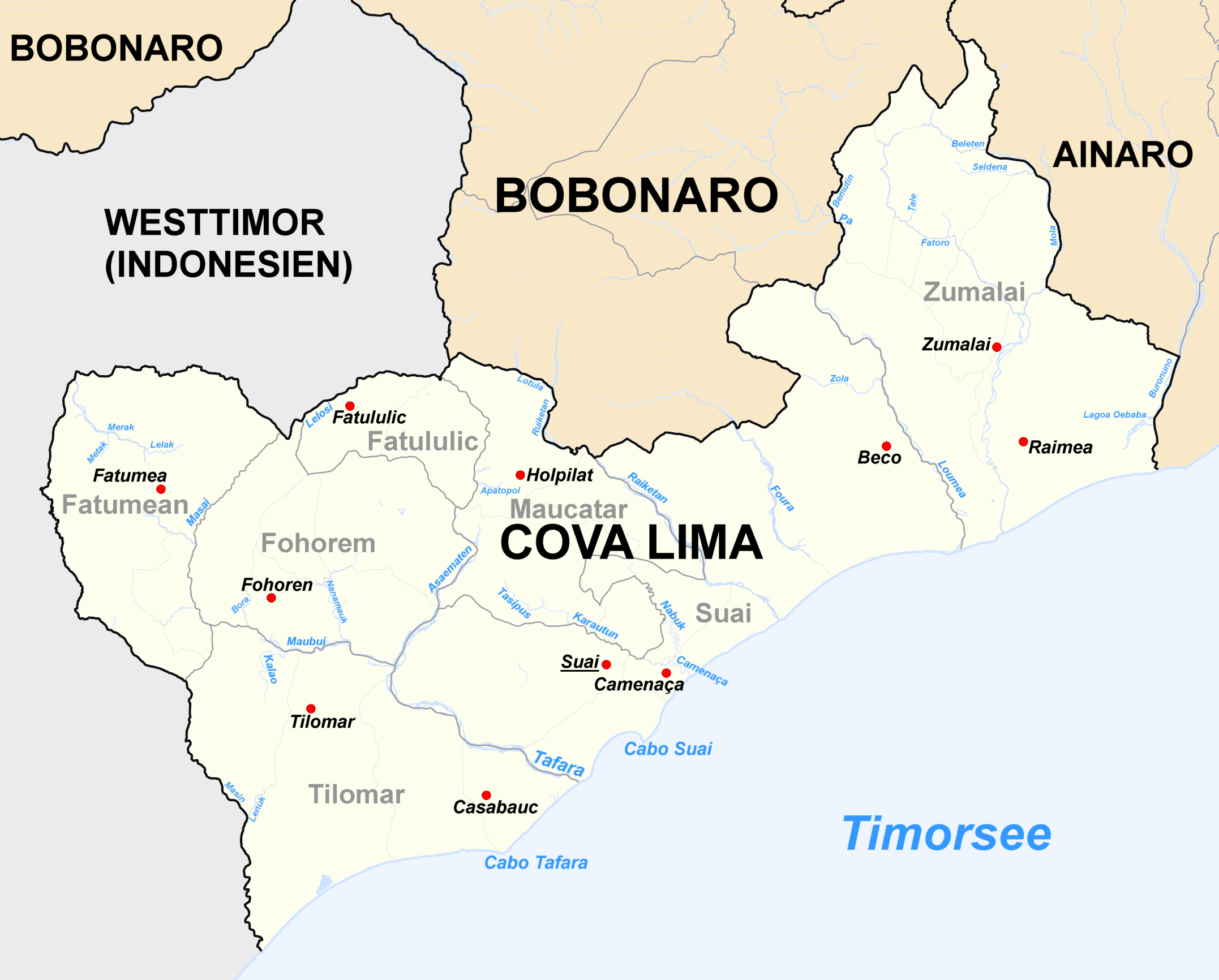
Città e fiumi di Cova-Lima

I confini del distretto sono, il mare di Timor a sud, i distretti di Bobonaro a nord, Ainaro a est, e la provincia indonesiana di Nusa Tenggara Timur a ovest.